# Вильгельм IX Палеолог
Вильге́льм IX Палеоло́г (итал. Guglielmo IX Paleologo; 10 августа 1486, Понтестура, Маркграфство Монферрат — 4 октября 1518, Казале-Монферрато, Маркграфство Монферрат) — маркграф Монферрато с 1494 по 1518 год, представитель дома Палеологов, сын Бонифация III, маркграфа Монферрато. Во внешней политике придерживался профранцузской ориентации.
Увеличил территорию маркграфства, присоединив к Монферрату ряд соседних феодов. Покровительствовал развитию образования. Основал академию и типографию, издававшую книги на итальянском языке.

## Биография

### Ранние годы
Родился в замке Понтестура 10 августа 1486 года. Он был старшим из двух сыновей в семье Бонифация III, маркграфа Монферрато и Марии Бранкович. По отцовской линии приходился внуком Джан Джакомо, маркграфу Монферрато и Джованне Савойской, принцессе из Савойского дома. По материнской линии был внуком сербского деспота Стефана III и деспотисы Ангелины, происходившей из албанского княжеского рода Арианити.
4 (или 6) марта 1494 года наследовал умершему отцу в семилетнем возрасте, став маркграфом Монферрато под именем Вильгельма IX. В том же году получил инвеституру от императора Максимилиана I. Начало его правления пришлось на Первую итальянскую войну и, как следствие, голод и эпидемию чумы.
Из-за несовершеннолетия Вильгельма маркграфством на правах регента управляла его мать. Во внешней политике вдовствующая маркграфиня, которая, по свидетельствам современников, была одной из образованнейших и умнейших женщин своего времени, ориентировалась на французское королевство. Когда в первый же год её регентства король Карл VIII со своей армией пересёк границы Монферрато, она и Вильгельм оказали ему достойный приём при своём дворе в замке Трино. Во внутренней политике вдовствующая маркграфиня опиралась на поддержку местного дворянства и своего дядьки, кондотьера Комнена Арианити.
Самостоятельное правление в 1507 году Вильгельм начал с того, что захватил владение Тичинето у рода Радикати-ди-Конопато.

### Брак и потомство
31 октября 1508 года в церкви Святого Спасителя в Блуа, Вильгельм IX сочетался браком с Анной Алансонской, принцессой из дома Валуа. Брак носил династический характер и должен был укрепить военно-политический союз французского королевства и Монферрато. В семье Вильгельма и Анны родились трое детей — сын и две дочери:
- Мария (19.09.1508 — 15.09.1530), принцесса Монферратская, сочеталась браком с наследным принцем Федерико, будущим герцогом Мантуи под именем Федерико II; этот брак был признан не действительным и снова легитимным незадолго до смерти принцессы;
- Маргарита (11.08.1510 — 28.12.1566), принцесса Монферратская, наследница всех владений дома Палеологов — маркграфов Монферрато, сочеталась браком с Федерико II, герцогом Мантуи;
- Бонифаций (21.12.1512 — 6.06.1530), маркграф Монферрато из дома Палеологов под именем Бонифация IV.

### Поздние годы
Вильгельм IX продолжил придерживаться профранцузской ориентации. Для Франции его маркграфство, находившееся на пути в Италию, имело важное стратегическое значение. Сам маркграф выступил на стороне короля Людовика XII, когда в 1513 году, во время войны Камбрейской лиги, тот попытался вернуть себе контроль над миланским герцогством. Попытка провалилась, и, после отступления французской армии из Милана, Вильгельм был вынужден заплатить Массимилиано Сфорца контрибуцию в размере тридцати тысяч скудо, чтобы не допустить разорения своих владений. Однако уже весной следующего года армия миланского герцога под командованием кондотьера Гаспара Стампы, вторглась в Монферрато и разорила многие города и деревни.
В том же году, дальний родственник Вильгельма, маркграф Инчизы Оддоне, бывший союзником Милана, попытался воспользоваться ситуацией и провозгласил себя маркграфом Монферрато. В 1514 году Вильгельм захватил маркграфство Инчизу, казнил Оддоне и его единственного сына и наследника, принца Бадоне. Эта казнь вызвала бурную реакцию среди подданных императора Священной Римской империи. Вильгельму даже пришлось пройти через судебное разбирательство.
При дворе маркграфа в Трино господствовали либеральные настроения. Вильгельм покровительствовал наукам и искусству. Большое внимание он уделял книгопечатанию на итальянском языке. По его приглашению в Монферрато прибыл литератор и гуманист Пьетро Альбиньяно Тречо и основал в маркграфстве типографию. Труды последнего оказали большое влияние на местного уроженца, Габриэле Джолито, одного из первых издателей, выпускавших большим тиражом книги на итальянском языке. В столице маркграфства Вильгельм IX основал Академию иллюстраторов, в которую принимали на обучение талантливых молодых людей из местных дворян. В академии изучались литература, философия, право и естественные науки.
Вильгельм умер, после долгой болезни, в замке Казале 4 октября 1518 года, оставив свою вдову регентом при несовершеннолетнем наследнике. Останки маркграфа были погребены в храме Святого Франциска в Казале-Монферрато. Известны несколько изображений Вильгельма IX. Одно из них, его посмертный парный портрет с супругой кисти Маркиано д’Альбы. Другое, тоже с супругой, скульптурное изображение на фасаде храма Святого Доминика в Казале-Монферрато.